# Puzhaykove
Puzhaykove  (ucraniano: Пужайкове) es una localidad del Raión de Podilsk en el Óblast de Odesa de Ucrania. Según el censo de 2001, tiene una población de 2163 habitantes.